# Wilhelm Winkler (Politiker, 1908)
Wilhelm Winkler (* 30. Mai 1908 in Sulzbach-Rosenberg; † 18. Juli 1993) war ein deutscher Politiker (CSU).
Winkler besuchte das humanistische Gymnasium in Amberg, das er 1928 mit dem Abitur verließ. Er studierte Rechts- und Staatswissenschaften an den Universitäten Würzburg und Königsberg. Zum 1. Mai 1935 trat er der NSDAP bei. 1935 legte er die große juristische Staatsprüfung in München ab und arbeitete im Bayerischen Justiz- und Verwaltungsdienst. Er nahm am Zweiten Weltkrieg teil, zuletzt als Leutnant im Krieg gegen die Sowjetunion.
Nach Kriegsende war er Regierungsrat in den Landratsämtern in Parsberg und Lauf an der Pegnitz. 1952 wurde er erstmals zum Landrat des Landkreises Lauf an der Pegnitz gewählt; dieses Amt übte er drei Wahlperioden lang aus. 1966 zog er erstmals in den Bayerischen Landtag ein, 1970 gewann er das Direktmandat im Stimmkreis Hersbruck – Lauf an der Pegnitz (heute Stimmkreis Nürnberger Land). Zur Landtagswahl 1974 trat er nicht mehr an.